# Túnel Engenheiro Carlos Marques Pamplona
O Túnel Engenheiro Carlos Marques Pamplona, popularmente conhecido como Mergulhão da Praça XV, foi um mergulhão situado no bairro do Centro, na Zona Central da cidade do Rio de Janeiro. Localizava-se no subsolo da Praça XV.
Foi inaugurado no final de 1996, tendo sido definitivamente fechado no dia 16 de fevereiro de 2014 a fim de permitir o prosseguimento da demolição do Elevado da Perimetral. Sua função era escoar parte do tráfego proveniente da Avenida Presidente Vargas até a Avenida Alfred Agache e vice-versa.
O nome Túnel Engenheiro Carlos Marques Pamplona é uma homenagem a Carlos Marques Pamplona, que atuou como engenheiro na Secretaria Municipal de Obras da Prefeitura da Cidade do Rio de Janeiro. O Decreto Nº 27.957/2007, que deu o nome do engenheiro ao mergulhão, foi assinado pelo prefeito Cesar Maia em 21 de maio de 2007.

## História
Na década de 1990, foram construídas vias subterrâneas de trânsito sob a Praça XV, vias estas que constituíam o mergulhão, a fim de permitir a circulação de pedestres na superfície. As pistas subterrâneas devolveram toda a extensão da praça aos pedestres, que antes era cortada pela Avenida Alfred Agache. Construído entre 1995 e 1996, o mergulhão era constituído por quatro pistas, sendo duas no sentido Zona Norte e duas no sentido Zona Sul, incluindo dois terminais de ônibus, que contavam com banheiros químicos e escadas rolantes para acesso.
Em julho de 1997, começaram a operar oito escadas rolantes, utilizadas por quem pegava ônibus no mergulhão. Pouco tempo após ser inaugurado, o mergulhão apresentava alguns pontos de infiltrações e rachaduras na parede.
Com a revitalização da Zona Portuária do Rio de Janeiro, feita no âmbito do Porto Maravilha, o mergulhão passou a incorporar o Túnel Prefeito Marcello Alencar, inaugurado em 2016 e que liga a Avenida Rodrigues Alves ao Aterro do Flamengo, perdendo assim sua função original.